# Сан-Мамес (1913)
«Сан-Маме́с» (баск. San Mames, исп. San Mamés) — футбольный стадион в Бильбао (Страна Басков, Испания), существовавший с 1913 по 2013 год. Являлся домашней ареной футбольного клуба «Атлетик Бильбао». Вместимость стадиона составляла 39670 мест. «Сан-Мамес» являлся одним из старейших стадионов Испании, он был открыт 21 августа 1913 года. Снесён в 2013 году, чтобы освободить место для достройки нового стадиона «Нуэво Сан-Мамес».

## История
Стадион располагался на земле, которая принадлежала расположенному недалеко приюту Сан-Мамес. Но само название приюта обязано христианскому святому Мамесу. Легенда гласит, что мученик Мамес родился около 259 года в Кесарии Каппадокийской и подвергся пыткам за то, что не отрёкся от христианской веры. Он на три года укрылся в горах, где жил со львами. После был схвачен римлянами и доставлен в Колизей на съедение диким зверям, которые сохранили ему жизнь (по этой причине одним из символов стадиона является лев). С тех пор каппадокийцы воспитали преданность своему земляку, и центры, поклонявшиеся ему, начали распространяться по всему миру. Один из этих центров как раз и был образован в муниципалитете Бильбао, где позже и возник приют Сан-Мамес. Впоследствии стадион был окрещён футбольными болельщиками как La Catedral («Собор»).
Клуб из Бильбао Атлетик начал свою историю в 1896 году и вначале проводил матчи на футбольном поле Ламиако, вмещавшее до 3000 зрителей и Холасета, где даже была крытая трибуна для зрителей. Но учитывая растущее количество болельщиков и удаленность полей, 10 декабря 1912 года Внеочередное общее собрание клуба под руководством его президента Алехандро де ла Сота обсудило возможность поиска нового места под строительство стадиона. Для этого приобрели участок земли поблизости от приюта Сан-Мамес, и подготовили проект с бюджетом 50000 песет. 20 января 1913 года был заложен первый камень нового стадиона, а открытие состоялось семь месяцев спустя, 21 августа того же года матч между клубами «Атлетик» и «Расинг де Ирун» завершился вничью 1:1. Первый гол на новом поле забил один из величайших игроков в истории красно-белых Рафаэль Морено «Пичичи».
Первоначально стадион вмещал 7000 зрителей, 3000 из которых занимали деревянные трибуны, и с течением времени претерпевал изменения и расширения. В 1923—1925 годах вместимость поля была увеличена до 9500 зрителей. В начале 1950-х годов Сан-Мамес, благодаря проведенным до этого небольшим реконструкциям уже вмещал 35000 зрителей.
Наиболее значимые изменения произошли в 1952 году: была добавлена главная трибуна, возвышавшаяся над полем на 40 метров, и построена большая 56-метровая арка над ней. В 1957 году была построена трибуна Capuchinos, в 1961 году очередь дошла до трибуны Misercordia, и, наконец, в 1972 году, Восточной трибуны.
Другой крупной реформой была реконструкция 1982 года, связанная с тем, что Бильбао стал одним из мест проведения Чемпионата мира по футболу 1982 года. Для такого грандиозного мероприятия пришлось провести работы стоимостью 700 миллионов песет. Были изменены размеры поля с первоначальных 104х70 метров до 105х68 метров, построены новые входы и, самое главное, устранены вертикальные опоры арки, мешавшие обзору для главной трибуны. В результате вместимость стадиона выросла до 45000 зрителей. На стадионе состоялись 3 матча Чемпионата мира.
В 1990-х годах после Трагедии на Хиллсборо УЕФА утвердила директиву, согласно которой на всех полях все места должны быть сидячими. В 1997 году были ликвидированы около 10000 стоячих мест, а также отделявшие от игрового поля трибуны заборы, из-за чего вместимость «Сан-Мамес» сократилась с 46223 до 39750 мест.
В марте 2006 года был утверждён проект нового стадиона вместимостью 53000 мест. Строительство нового велось в непосредственной близости от старого «Сан-Мамеса», но при этом старый стадион функционировал в качестве домашней арены «Атлетика Бильбао», пока не было построено 3/4 нового стадиона.
26 мая 2013 года в «Ла Катедраль» сыгран последний официальный матч. «Атлетик» обыграл «Леванте» со счетом 0:1. Спустя 100 лет и 3695 матчей, «Атлетик Бильбао» переехал на новую арену, а старая была снесена для строительства оставшейся части «Нуэво Сан-Мамес».